# Balneario La Perla
Los llamados Balnearios de la playa de La Perla, en Mar del Plata, son una obra del arquitecto Clorindo Testa diseñada en 1985.

## Introducción
En 1983, con el regreso de la democracia a la Argentina, ganaba las elecciones municipales en Mar del Plata el radical Ángel Roig, quien hereda una importante deuda tomada durante la dictadura militar y debe recortar fuertemente los gastos públicos para recuperar fondos. Sin embargo, dentro de los pocos proyectos urbanos que puede encarar, impulsa la construcción de un complejo de balnearios en las playas de La Perla, similar al inaugurado pocos años antes en Punta Mogotes.
El artista plástico y arquitecto Clorindo Testa, asociado con los arquitectos Juan Genoud y Osvaldo Álvarez Rojas obtienen en 1985 el Primer Premio en un concurso nacional para la intervención urbana en la zona costera del barrio la Perla, a lo largo de 5 balnearios. Organizado por la Municipalidad de General Pueyrredón, el conjunto debería reemplazar con una propuesta única y coherente a los balnearios que ya existían en el lugar, y eran un conjunto desparejo, construido y remodelado en diferentes épocas y totalmente obsoleto para ese momento. Era además, el único sector de playas céntricas que no estaba urbanizado.
Las obras comenzaron en 1987, a pesar de la fuerte oposición de los partidos en el Concejo Deliberante, que finalmente votaron a favor del proyecto. La construcción avanzó dificultosamente, debido a la fuerte inflación del período, que en pocos años alcanzó la hiperinflación, afectando constantemente los costos y honorarios de las contratistas, que debían ajustarse a cada momento. Aun así, el complejo pudo ser inaugurado en 1989.

## Situación

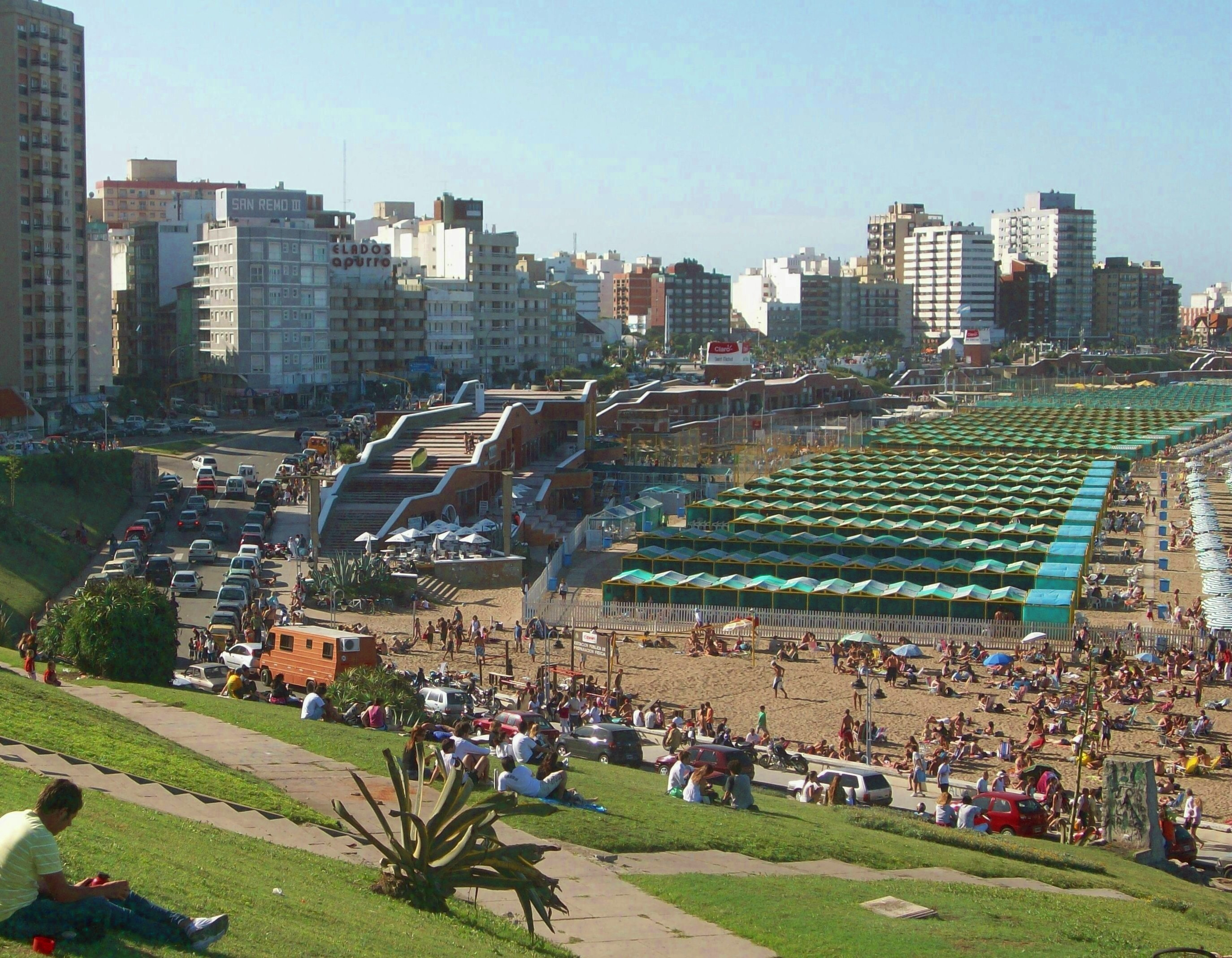
Panorámica de los balnearios de La Perla desde “Alfonsina” hacia el norte.

Se encuentra en la ciudad de Mar del Plata, en el frente costero del mar Argentino.

## Concepto
El proyecto está constituido por una construcción lineal que enlaza cinco balnearios. Es una intervención urbana que vincula la ciudad y la playa mediante un paseo en altura, como una rambla que balconea sobre el mar. 
La calle se va transformando en rampa, balcón, escalinata o terraza vinculando locales comerciales, vestuarios y sanitarios en los distintos niveles.
El paseo se desarrolla paralelo a la vereda, separada por vacíos donde se introduce la vegetación.
En las zonas donde la construcción crece en altura, grandes huecos dejan ver el mar enmarcándolo como en un cuadro. 
Silencioso y ausente de monumentalidad, el conjunto se articula proponiendo recorridos que invitan a la contemplación. Es un lugar donde concurren el hombre y la naturaleza, donde se descubren y reencuentran en situaciones siempre cambiantes.

## Estructura
Se utilizó un sistema de vigas y columnas de hormigón armado.

## Materiales
Si bien en algunas zonas se dejó el hormigón a la vista de la estructura, la gran mayoría está revestida en ladrillo.